# Scott Joplin
Scott Joplin (Texarkana, Texas; 24 de noviembre de 1868-Manhattan, Nueva York; 1 de abril de 1917) fue un compositor y pianista afroamericano, una de las figuras más importantes en el desarrollo del ragtime clásico, para el que deseaba un estatus similar al de la música seria proveniente de Europa y la posibilidad de admitir composiciones extensas como óperas y sinfonías. 
Joplin nació en una familia de obreros músicos en el noreste de Texas, y desarrolló su conocimiento musical con la ayuda de maestros locales. Creció en Texarkana, donde formó un cuarteto vocal, y enseñó mandolina y guitarra. Luego de viajar por el sur de Estados Unidos fue a Chicago para la Exposición Mundial Colombina de 1893, que desempeñó un papel importante en popularizar el ragtime para 1897.
En 1894 se muda a Sedalia (Misuri), donde se gana la vida como profesor de piano; ahí les enseñó a los futuros compositores de ragtime Arthur Marshall, Scott Hayden y Brun Campbell. Joplin comenzó a publicar música en 1895, y la publicación del Maple Leaf Rag le dio fama en 1899. En 1901 se mudó a Saint Louis, donde continuó componiendo y publicando, tocando con frecuencia en esa comunidad. Le confiscan la partitura de su primera ópera, Un invitado de honor, por no pagar las cuentas, y ahora se considera perdida. En 1907 se muda a Nueva York para buscar un productor para una nueva ópera. Su segunda ópera, Treemonisha, no fue bien recibida en su puesta en escena parcial de 1915.
En 1916 Joplin sufre de demencia como consecuencia de la sífilis. Se interna en un psiquiátrico en 1917 donde muere tres meses después, a los 48 años. Se considera ampliamente que la muerte de Joplin marcó el fin del ragtime como formato de música de tendencia, para evolucionar en los siguientes años hacia otros estilos y convertirse en stride, jazz, y más tarde en swing de Big Band. 
Su música fue redescubierta y volvió a ser popular a principios de la década de 1970, con el lanzamiento del álbum de Joshua Rifkin que vendió un millón de copias. Esto fue seguido de la película El Golpe, ganadora del Óscar en 1973, que destacaba varias de sus composiciones, destacando The Entertainer. La ópera Treemonisha fue finalmente producida por completo en 1972. En 1976 se le concedió a Joplin un premio Pulitzer póstumo.

## Rags
Scott Joplin, a diferencia de otros músicos contemporáneos, tuvo una formación musical clásica muy sólida, lo que se materializó en su tendencia a obtener un equilibrio formal basándose en el uso de tonalidades muy próximas entre sí.
Sus rags se valen de distintos ritmos e incluyen, generalmente, cuatro temas de 16 compases repetidos, con introducción y modulación antes del tercer tema; tras la profusión de sonidos irregulares y arpegiados siempre se encuentra en sus rags una melodía de carácter pegadizo que sigue el clásico patrón de frase antecedente-consecuente, dividiéndose así la melodía de ocho compases en dos partes relacionadas entre sí. Por lo demás, sus rags carecen de pasajes de desarrollo.
Scott Joplin no grabó nunca discos, aunque sí algunos rollos de pianola a finales de 1915 o principios de 1916; su legado, por tanto, se centra casi exclusivamente en sus partituras, diseñadas "para una ejecución milimétrica y minuciosa por parte del artista".

## Primeros años
Joplin nació en Linden (Texas), quizás a finales de 1867 o principios de 1868. Aunque durante muchos años se aceptó su fecha de nacimiento como 24 de noviembre de 1868, la investigación ha revelado que es casi sin duda inexacta (la fecha aproximada más probable sería el segundo semestre de 1867). Fue el segundo de seis hijos (los otros son Monroe, Robert, William, Myrtle y Ossie) nacidos de Giles Joplin, un exesclavo de Carolina del Norte, y de Florece Givens, una afrodescendiente nacida libre de Kentucky. Los Joplin posteriormente se trasladaron a Texarkana (Texas) donde Giles trabajó como peón para el ferrocarril mientras que Florence era mujer de la limpieza. El padre de Joplin había tocado el violín para las fiestas de la plantación en Carolina del Norte, y su madre cantaba y tocaba el banjo. Joplin recibió una rudimentaria educación musical de su familia y a la edad de siete años le fue permitido tocar el piano mientras su madre limpiaba.
En algún momento de principios de la década de 1880, Giles Joplin abandonó a la familia por otra mujer, dejando a Florence mantener a sus hijos con su trabajo doméstico. La biógrafa Susan Curtis especuló que el apoyo de su madre a la educación musical de Joplin fue un importante factor causal en esta separación. Su padre argumentaba que esto lo alejó de un empleo práctico que complementaría los ingresos familiares.
Según un amigo de la familia, el joven Joplin era serio y ambicioso, estudiaba música y tocaba el piano después de salir de la escuela. Mientras que algunos profesores locales le ayudaban, recibió mucha de su educación musical de Julius Weiss, un profesor de música judío-alemán que había inmigrado a los EE. UU. desde Alemania. Weiss había estudiado música en la universidad en Alemania y figuraba en los registros de la ciudad como Profesor de música. Impresionado por el talento de Joplin, y dándose cuenta de la difícil situación de su familia, Weiss le enseñó música sin cobrarle nada. Tutorizó a Joplin desde los 11 hasta los 16 años, durante ese tiempo Weiss le introdujo en la música popular y en la clásica, incluyendo la ópera. Weiss ayudaba a Joplin a apreciar la música como un "arte y también un entretenimiento", y ayudó a su madre a adquirir un piano de segunda mano. De acuerdo con su esposa Lottie, Joplin nunca olvidó a Weiss y en sus últimos años, cuando él alcanzó fama como compositor, le enviaba a su antiguo profesor "... regalos de dinero cuando él estaba viejo y enfermo", hasta que Weiss murió. A la edad de 16 años Joplin actuaba en un cuarteto vocal con otros tres chicos en Texarkana y sus alrededores, tocando el piano. Además enseñó guitarra y mandolina.

## Vida en los Estados del Sur y en Chicago
Al final de la década de 1880, habiendo actuado en varios eventos locales como adolescente, Joplin optó por dejar el trabajo como empleado en el ferrocarril y abandonó Texarkana para convertirse en un músico itinerante. Poco se sabe sobre sus movimientos en este momento, a pesar de que se registra en Texarkana en julio de 1891 como miembro de los "Trovadores Texarkana" en una actuación que con el fin de recaudar fondos para un monumento a Jefferson Davis, expresidente de los Estados Confederados de América. Él descubrió pronto, sin embargo, que había pocas oportunidades allí para los pianistas negros. Las iglesias y los burdeles estaban entre las pocas opciones de trabajo estable. Joplin tocó pre-ragtime jig-piano en varias zonas rojas, en distritos a lo largo del medio sur, y algunos reivindican que estuvo en Sedalia, Misuri y Saint Louis durante este tiempo.
En 1893 Joplin estuvo en Chicago para la Feria Mundial. Durante su estancia en esa ciudad formó su primera banda tocando la corneta y empezó con arreglos musicales para que el grupo los interpretara. Aunque la Feria Mundial minimizó la participación de los afroamericanos, aun así los artistas negros actuaban en los bares, cafés y burdeles que rodeaban la feria. A la exposición asistieron 27 millones de americanos y tuvo un profundo efecto en muchas áreas de la vida cultural americana, incluyendo el ragtime. Aunque la información específica es escasa, numerosas fuentes han asociado a la Feria Mundial de Chicago con la difusión de la popularidad del ragtime. Joplin encontró que su música, así como la de otros artistas negros, era muy popular entre los visitantes. Para 1897 el ragtime se había convertido en una moda en las ciudades americanas y fue descrito por el St. Louis Dispatch como "...un verdadero llamado de la naturaleza, que agitó poderosamente el pulso de la gente de ciudad".

## Vida en Misuri
En 1894 Joplin arribó a Sedalia (Misuri). Al principio, Joplin se quedó con la familia de Arthur Marshall, en ese momento un muchacho de trece años de edad, que más tarde fue uno de los estudiantes de Joplin y compositor de ragtime por derecho propio. No hay ninguna indicación de que Joplin tuviera una residencia permanente en la ciudad hasta 1904, porque hasta entonces llevaba una vida de músico itinerante.

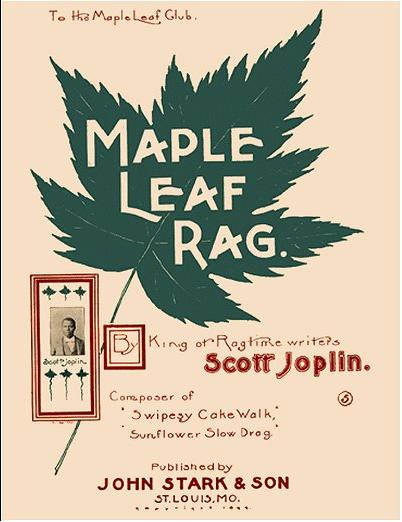
Frente de la cubierta de la tercera edición de la partitura de "Maple Leaf Rag".

Hay poca evidencia precisa conocida sobre las actividades de Joplin en este tiempo, a pesar de que actuó como solista en los bailes y en los principales clubes de negros en Sedalia, el club Negro 400 y el Club Hoja de Arce (Maple Leaf Club). Actuó en la banda Queen City Cornet, y su propia orquesta de baile de seis piezas. Una gira con su propio grupo de canto, Texas Medley Quartet, le dio su primera oportunidad de publicar sus propias composiciones y se sabe que fue a Siracusa, Nueva York y Texas. Dos hombres de negocios de Nueva York publican los primeros dos trabajos de Joplin, las canciones Please Say You Will y A Picture of her Face, en 1895. La visita de Joplin a Temple, Texas le permitió tener tres piezas publicadas allí en 1896, incluyendo Great Crush Collision March, que conmemora un choque de trenes programado como espectáculo del ferrocarril Misuri-Kansas-Texas el 15 de septiembre de 1896 del que puede haber sido testigo. La marcha fue descrita por uno de los biógrafos de Joplin como un "especial...temprano ensayo de ragtime." Estando en Sedalia enseñaba piano a estudiantes entre quienes había futuros compositores de ragtime como el mencionado Arthur Marshall, Brun Campbel y Scott Hayden. De vuelta, Joplin se inscribió en el George R. Smith College, donde aparentemente estudió "...armonía avanzada y composición." Los registros de la universidad fueron destruidos en un incendio en 1925, y su biógrafo Edward A. Berlin señala que es poco probable que un pequeño colegio para afroamericanos pudiese ofrecer tal curso.
En 1899, Joplin se casa con Belle, la cuñada del colaborador Scott Hayden. Aunque había cientos de rags impresos en el momento en el que fue publicado el Maple Leaf Rag, Joplin no se quedaba muy atrás. Su primer rag publicado, Original Rags, se había completado en 1897, el mismo año del primer trabajo de ragtime impreso, el Mississippi Rag, de William Krell. Maple Leaf Rag pudo probablemente haber sido conocido en Sedalia antes de su publicación en 1899; Brun Campbell reivindica haber visto el manuscrito del trabajo en aproximadamente 1898. Las circunstancias exactas que llevaron a la publicación del Maple Leaf Rag son desconocidas, y algunas versiones del evento se contradicen entre sí. Después de varias aproximaciones infructuosas a los editores, Joplin firmó un contrato el 10 de agosto de 1899 con John Stillwell Stark, un minorista de instrumentos musicales quien posteriormente se convirtió en su editor más importante. El contrato estipulaba que Joplin recibiría un 1% de derechos de autor sobre todas las ventas del rag, con un precio de venta mínimo de 25 centavos de dólar. Con la inscripción "Para el Maple Leaf Club" muy a la vista en la parte superior de al menos algunas ediciones, es probable que el rag fuera llamado así por la hoja de arce emblema del Club, aunque no hay evidencia directa que demostrara el vínculo, y había muchas otras fuentes posibles para el nombre en y alrededor de Sedalia en el momento.

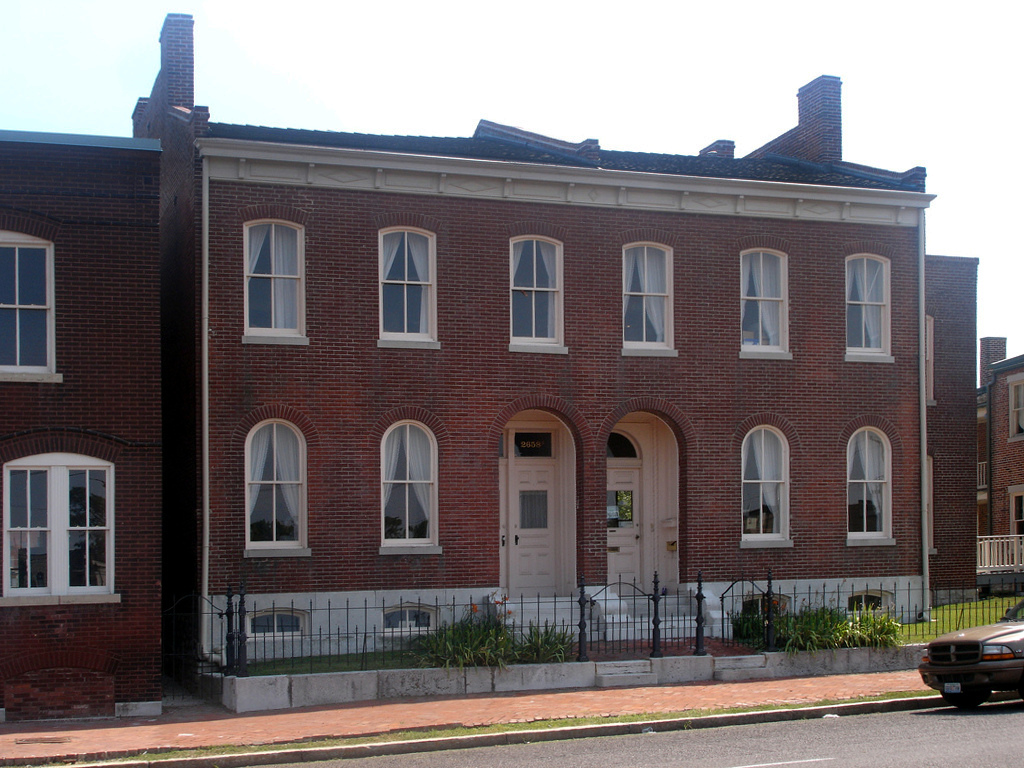
La casa de Scott Joplin en San Luis, Misuri.

Ha habido muchas aseveraciones respecto a las ventas del Maple Leaf Rag, por ejemplo, que Joplin fue el primer músico en vender un millón de copias de una pieza de música instrumental. El primer biógrafo de Joplin, Rudi Blesh escribió que durante sus primeros seis meses, la pieza vendió 75.000 copias, y se convirtió en "... el primer gran éxito de una obra instrumental en América". Sin embargo, la investigación por el posterior biógrafo de Joplin, Edward A. Berlín demostró que este no fue el caso; a la tirada inicial de 400 le llevó un año venderse, y en los términos del contrato de Joplin con una regalía de 1% habría dado Joplin un ingreso de 4 dólares (o aproximadamente $146 dólares al cambio actual). Más tarde las ventas se estabilizaron, y le podrían haber dado a Joplin unos ingresos que habrían cubierto sus gastos. En 1909, las ventas estimadas le habrían dado un ingreso de 600 dólares anualmente (aproximadamente $20 347 dólares al cambio actual).
El Maple Leaf Rag sirvió de modelo para los cientos de rags por venir en futuras composiciones, especialmente en el desarrollo del ragtime clásico. Después de la publicación del Maple Leaf Rag, Joplin fue pronto descrito como el Rey de los escritores de Ragtime (King of rag time writers), y nada menos que por él mismo en las portadas de su propio trabajo, tales como The Easy Winners (Los ganadores fáciles) y Elite Syncopations (Élite sin igual).
Después que los Joplin se trasladaron a Saint Louis a principios de 1900, tuvieron una hijita que murió a los pocos meses de nacer. La relación de Joplin con su mujer fue difícil porque ella no tenía interés por la música. Se separaron finalmente y luego se divorciaron. Por ese tiempo, Joplin colaboró con Scott Hayden en la composición de cuatro rags. Fue en San Luis donde Joplin produjo algunos de sus más conocidos trabajos, incluyendo The Entertainer (El Animador), Marzo Majestuoso (March Majestic) y la breve obra teatral The Ragtime Dance ("La danza Rag"). 
En junio de 1904, Joplin se casa con Freddie Alexander de Little Rock (Arkansas), la joven a quien dedicó The Chrysanthemum ("El Crisantemo"). Ella murió el 10 de septiembre de ese mismo año por las complicaciones resultantes de un resfriado, diez semanas después de su boda. El primer trabajo de Joplin con derechos de autor después de la muerte de Freddie, Bethena, fue descrito por un biógrafo como "una encantadoramente maravillosa pieza que está entre las más grandes de los vals del ragtime."
Durante este tiempo, Joplin creó una compañía de ópera de 30 personas y produjo su primera ópera Un invitado de honor (A Guest of Honor) para una gira nacional. No es seguro cuantas producciones fueron puestas en escena, o incluso si este fue un espectáculo de negros o una producción de razas mezcladas. Durante la gira, ya sea en Springfield (Illinois), o Pittsburg (Kansas), alguien relacionado con la empresa robó los ingresos de la caja. Joplin no podría pagar la nómina de sueldos de su compañía o pagar por su alojamiento en una casa de hospedaje teatral. Se cree que la partitura de Un invitado de honor (A Guest of Honor) se perdió, quizás destruida debido a la falta de pago de la factura de la casa de hospedaje de la compañía.

## Últimos años

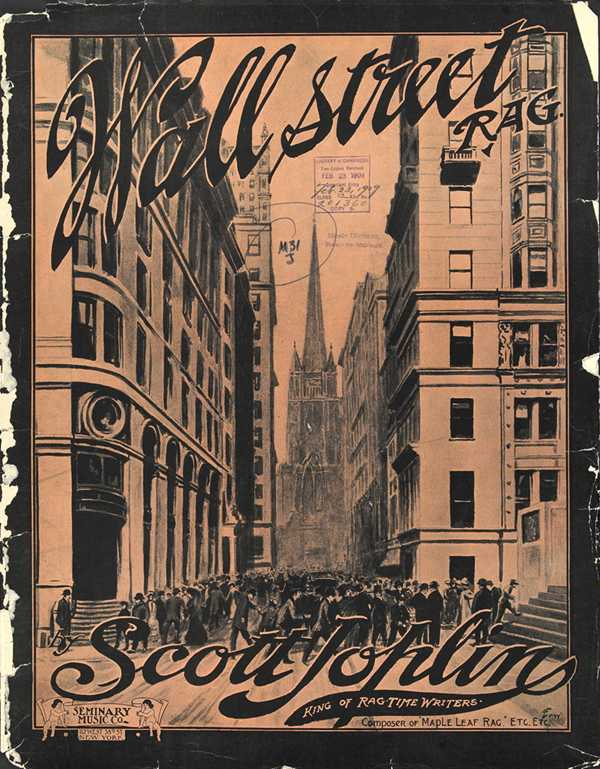
Frente de la cubierta de la partitura de "Wall Street Rag" (1909).

En 1907, Joplin se trasladó a la ciudad de Nueva York, la cual creía que era el mejor lugar para encontrar un productor para una nueva ópera. Después de su mudanza a Nueva York, Joplin conoció a Lottie Stokes, con quien se casó en 1909. En 1911, incapaz de encontrar un editor, Joplin emprendió la carga financiera de publicar Treemonisha él mismo en formato piano-vocal. En 1915, como un último esfuerzo para verla realizada, invitó a una pequeña audiencia para oírla en una sala de ensayo en Harlem. Pobremente escenificado y con sólo Joplin en acompañamiento de piano, fue "un fracaso miserable" para un público que no está listo para formas de música negra "crudas" tan diferentes de la europea y de la gran ópera de la época. El público, incluyendo patrocinadores potenciales, fue indiferente y se marchó. Scott escribe que "luego de una desastrosa actuación individual... Joplin sufrió una desilusión. Él estaba en bancarrota, desanimado y agotado." Llega a la conclusión de que pocos artistas americanos de su generación se enfrentaron a estos obstáculos: Treemonisha pasó inadvertida y sin crítica, en gran parte porque Joplin había abandonado la música comercial en favor de la música artística, un campo cerrado para los afroamericanos. De hecho, no fue hasta la década de 1970 que esta ópera recibió una puesta en escena teatral completa.
En 1914, Joplin y Lottie autopublicaron su Magnetic Rag como la Compañía de Música Scott Joplin (Scott Joplin Music Company), que se había formado el diciembre anterior. La biógrafa Vera Brodsky Lawrence especula que Joplin fue consciente de su avanzado deterioro debido a la sífilis y estaba "...deliberadamente corriendo contra el reloj." En sus notas de contratapa del lanzamiento de Treemonisha en 1992 por Deutsche Grammophon, señala que "... se hundió febrilmente en la tarea de orquestar su ópera, día y noche, con su amigo Sam Patterson preparado para copiar las partes, página por página, a medida que cada página de la partitura entera se completaba".

## Muerte
Para 1916, Joplin estaba padeciendo de la fase final de sífilis y su consecuente caída en la demencia. En enero de 1917 fue admitido en el Hospital Estatal de Manhattan, un psiquiátrico. Muere allí el 1 de abril de demencia sifilítica, a la edad de 48 años y es enterrado en una fosa común que quedaría sin marcar por 57 años. Se le obsequió su tumba con nombre en el Cementerio San Miguel, en el este de Elmhurs, finalmente en 1974.
Como persona, era inteligente, educado y hablaba bien. Y por extremo callado, serio y modesto. Tenía pocos intereses además de la música. No era bueno para las conversaciones triviales, y rara vez ofrecía información de grado; pero si un tema le interesaba, su conversación podía animarse. Era generoso con su tiempo y estaba dispuesto a ayudar e instruir a músicos más jóvenes: creía profundamente en la importancia de la educación

## Obras

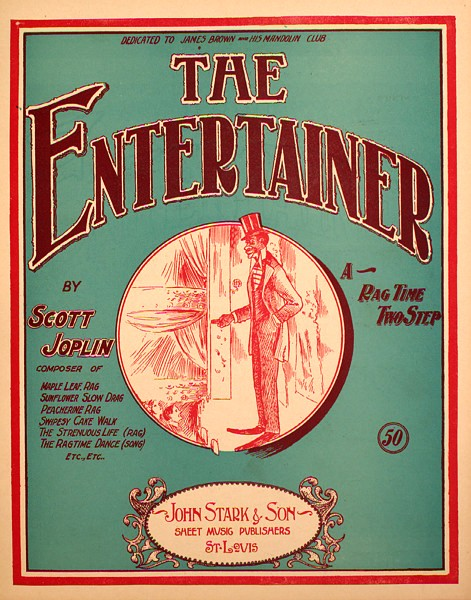
Frente de la cubierta de la partitura de "The Entertainer" (1902).

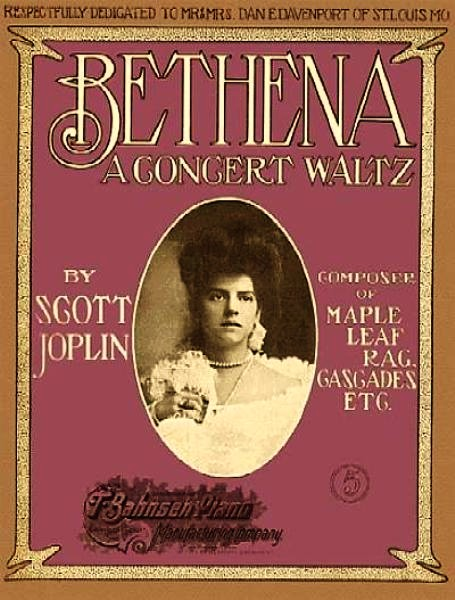
Frente de la cubierta de la partitura de "Bethena Rag" (1905).

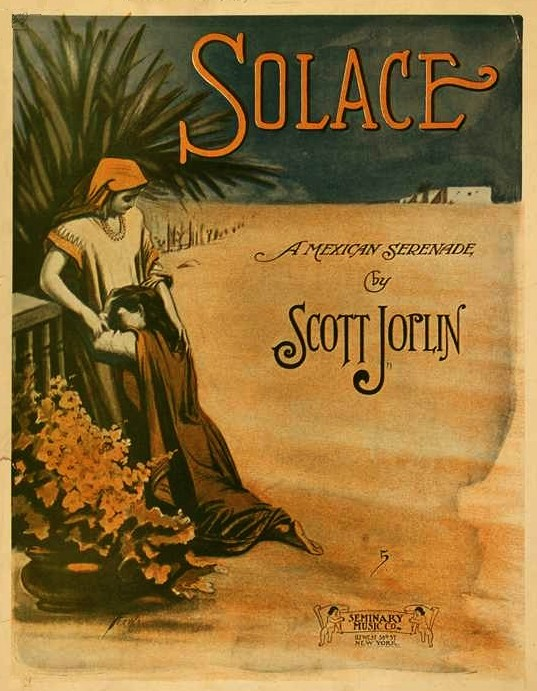
Frente de la cubierta de la partitura de "Solace Rag" (1909).

Por orden alfabético (entre paréntesis, el año del copyright):
| - Antoinette (1906) - Augustan Club Waltz (1901) - Bethena, A Concert Waltz (1905) - Binks' Waltz (1905) - A Breeze From Alabama (1902) - The Cascades (1904) - The Chrysanthemum (1904) - Cleopha (1902) - Combination March (1896) - Country Club (1909) - Great Crush Collision March (1896) - The Easy Winners (1901) - Elite Syncopations (1902) - The Entertainer (1902) - Eugenia (1906) - Euphonic Sounds (1909) - The Favorite (1904) - Felicity Rag (1911) (coautor: Scott Hayden) - Fig Leaf Rag (1908) - Gladiolus Rag (1907) - Harmony Club Waltz (1896) - Heliotrope Bouquet (1907) (coautor: Louis Chauvin) - I Am Thinking of My Pickanniny Days (1902) (letra: Henry Jackson) - Kismet Rag (1913) (coautor: Scott Hayden) - Leola (1905) - Lily Queen (1907) (coautor: Arthur Marshall) - Little Black Baby (1903) (letra: Louis Armstrong Bristol) - Magnetic Rag (1914) - Maple Leaf Rag (1899) - March Majestic (1902)(nr) - The Nonpareil (1907) (nr) | - Original Rags (1899) (arreglos: Chas. N. Daniels) - Palm Leaf Rag (1903) - Paragon Rag (1909) - Peacherine Rag (1901) - A Picture of Her Face (1895) - Pine Apple Rag (1908) - Pleasant Moments (1909) - Please Say You Will (1895) - The Ragtime Dance (1902) - The Ragtime Dance (1906) - Reflection Rag (1917) - The Rose-bud March (1905 nr) - Rose Leaf Rag (1907) - Sarah Dear (1905) (letra: Henry Jackson) - School of Ragtime (1908) - Scott Joplin's New Rag (1912) - Searchlight Rag (1907) - Silver Swan Rag (1971 ver) - Solace (1909) - Something Doing (1903) (coautor: Scott Hayden) - Stoptime Rag (1910) - The Strenuous Life (1902) - Sugar Cane (1908) - Sunflower Slow Drag (1901) (coautor: Scott Hayden) - Swipsey (1900) (co: Arthur Marshall) - The Sycamore (1904) - Treemonisha (1911 opera) - Wall Street Rag (1909) - Weeping Willow (1903) - When Your Hair Is Like the Snow (1907) (letra: Owen Spendthrift) |

La combinación de la música clásica, el ambiente musical presente alrededor de Texarkana —incluyendo canciones de trabajo, góspel, espiritual y música de baile— y la capacidad natural de Joplin ha sido citada como una contribución significativa a la invención de un nuevo estilo que mezcló los estilos musicales afroamericanos con formas y melodías europeas, y se hizo famoso por primera vez en la década de 1890: el ragtime.
Cuando Joplin estaba aprendiendo piano, los círculos musicales formales condenaron el ragtime debido a su asociación con canciones vulgares y tontas "... estampados por los fabricantes de melodías de Tin Pan Alley." Como compositor Joplin refinó el ragtime, elevándolo por encima de la forma baja y basta tocada por los "... vagantes pianistas de burdel... que tocaban mera música de baile" de la imaginación popular. Esta nueva forma de arte, el rag clásico, combinó la síncopa de la música popular afrodescendiente y el romanticismo europeo del siglo XIX, con sus esquemas armónicos y sus tempos como de marcha. En palabras de un crítico, "el ragtime era básicamente ... una versión afroamericana de la polca, o su análoga, la marcha de estilo Sousa." Con esto como base, Joplin destinó sus composiciones a ser reproducidas exactamente como él las escribió  –sin improvisación. Joplin escribe sus rags como música "clásica" en versión reducida, con el fin de elevar el ragtime por encima de sus orígenes de "burdel barato" y crear una obra que la historiadora de ópera Elise Kirk describió como "... más melódica, a contrapunto, pegadiza y armónicamente colorida que ninguna otra de su época."
Algunos especulan con que los logros de Joplin estuvieron influenciados por su profesor de música alemán Julius Weiss, formado en clásica, que le pudo haber traído una sensibilidad rítmica de polca del viejo país al Joplin de 11 años. Como Curtis dijo, "el alemán educado podría abrir la puerta a un mundo de aprendizaje y música de la cual el joven Joplin fue en gran parte inconsciente."
El primer y más significativo éxito de Joplin, el Maple Leaf Rag, fue descrito como el arquetipo del rag clásico, e influyó en compositores de rag posteriores durante al menos 12 años después de su publicación inicial, gracias a sus patrones rítmicos, líneas melódicas y armonía, aunque con la excepción de Joseph Lamb, generalmente fallaban en ampliarlo.

## Treemonisha

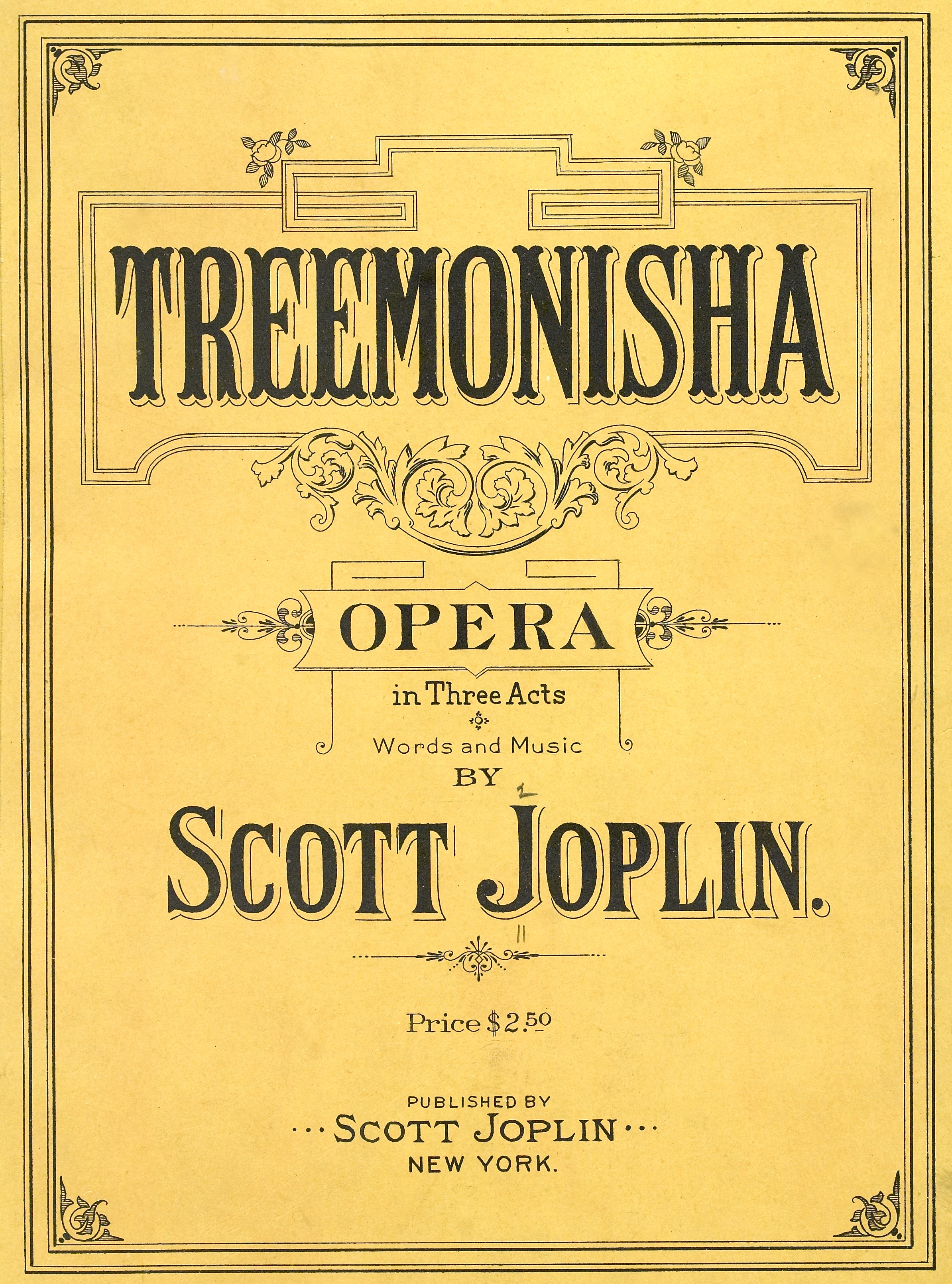
Treemonisha (1911)

La escena de la ópera es una antigua comunidad de esclavos en un bosque aislado cerca de Texarkana, la ciudad de la infancia de Joplin, en septiembre de 1884. La trama se centra en una joven de 18 años, Treemonisha, a quien le enseña a leer una mujer blanca, y que luego lidera su comunidad contra la influencia de charlatanes que se aprovechan de la ignorancia y la superstición. Treemonisha es secuestrada y está a punto de ser arrojada en un nido de avispas cuando su amigo Remus la rescata. La comunidad se da cuenta del valor de la educación y la responsabilidad de la ignorancia de ellos para luego elegirla como su maestra y líder.
Joplin escribió tanto la partitura como el libreto para la ópera, que en gran medida imita el tipo de ópera europeo, con muchas arias tradicionales, ensembles y coros. Además, los temas de superstición y misticismo evidente en Treemonisha son comunes en la tradición operística, y ciertos aspectos se hacen eco de formas del trabajo del compositor alemán Richard Wagner (de lo cual Joplin era consciente). Un árbol sagrado bajo el que Treemonisha se sienta recuerda el árbol del que Siegmund saca su espada encantada en Die Walküre, y el recuento del origen de la protagonista se hace eco de aspectos de la ópera Sigfrido. Además, los cuentos del folclore afroamericano influyen en la historia -el incidente del avispero es similar al relato de El Hermano Conejo y El Hermano Zorro y el matorral.
Treemonisha no es una ópera ragtime porque Joplin empleó los estilos del ragtime y otras músicas negras frugalmente, usándolas para transmitir un "carácter racial", y celebrar la música de su infancia en los finales del siglo XIX. La ópera se ha visto como un valioso registro de la música rural negra del tardío siglo XIX recreada por un "hábil y sensitivo participante".
Berlín especula sobre paralelismos entre el argumento y la propia vida de Joplin. Él observa que Lottie Joplin (la tercera esposa del compositor) vio una conexión entre los deseos de Treemonisha de sacar a su pueblo de la ignorancia y un deseo similar en el compositor. Además se ha especulado con que Treemonisha representa a Freddie, la segunda esposa de Joplin, porque la fecha del desarrollo de la ópera era probablemente la fecha del mes de su nacimiento.
Al tiempo de la publicación de la ópera en 1911, el American Musician and Art Journal lo elogió como "...una forma completamente nueva de arte operístico". Después los críticos han elogiado la ópera como ocupando un lugar especial en la historia americana, con su heroína, "...una sorprendentemente temprana voz para las causas modernas de los derechos civiles, notablemente la importancia de la educación y conocimiento del ascenso afro-americano." La conclusión de Curtis es similar: "En el final, Treemonisha ofrecía una celebración de literatura, aprendizaje, trabajo duro y solidaridad comunitaria como la mejor fórmula para el avance de la raza". Berlín la describe como "... una ópera fina, ciertamente más interesante que muchas óperas siendo escritas en los Estados Unidos," pero más tarde señala que el propio libreto de Joplin mostró al compositor, "... no era un dramaturgo competente," con el libro no llega a la calidad de la música.
El músico y director de orquesta Rick Benjamin (fundador y director de la Paragon Ragtime Orchestra) descubrió que Joplin consiguió interpretar Treemonisha para un público en Bayonne, Nueva Jersey, en 1913. El 6 de diciembre de 2011, en el centenario de la publicación de la partitura para piano de Joplin, New World Records lanzó una grabación completamente nueva de Treemonisha. En agosto de 1984 se estrenó Treemonisha en Alemania, en el Stadttheater Gießen. En octubre de 2013, el director escénico Nicolás Isasi dirigió el estreno de Treemonisha por primera vez en Argentina, con un equipo de 60 jóvenes artistas, en el Teatro Empire de Buenos Aires. Otra representación en Alemania, falsamente etiquetada como estreno alemán, tuvo lugar el 25 de abril de 2015 en el Staatsschauspiel Dresde bajo la dirección y coreografía de Massimo Gerardi.

## Habilidades de performance
Las habilidades de Joplin como pianista fueron descritas en términos brillantes por un periódico de Sedalia en 1898, y los compañeros compositores de ragtime, Arthur Marshall y Joe Jordan dijeron que tocaba bien el instrumento. Sin embargo el hijo del editor John Stark afirmaba que Joplin era un pianista más bien mediocre y que compuso sobre papel, en vez de en el piano. Artie Matthews recordó el deleite que los músicos de St. Louis sentían por tocar mejor que Joplin.
Como Joplin nunca hizo una grabación de sonido, su música es preservada solo en siete rollos de piano para uso en pianolas. Los siete fueron hechos en 1916. De éstos, los seis lanzados bajo el sello Connorized muestran evidencias de edición significativa, probablemente por William Axtmann, el arreglador del personal de Connorizad. Berlín teoriza que al momento en que Joplin llegó a St. Louis, él pudo haber experimentado descoordinación de los dedos, temblores y una dificultad para hablar, claramente todos síntomas de la sífilis que cobró su vida en 1917. El biógrafo Blesh describió la segunda grabación de rollo de Maple Leaf Rag para el sello UniRecord de junio de 1916 como "...chocante... desorganizada y completamente dolorosa de oír." Mientras hay desacuerdo entre los expertos en rollos para pianola respecto de la precisión en la reproducción de lo que ejecuta el músico, Berlin nota que el rollo del Maple Leaf Rag era, "dolorosamente malo," y que probablemente sería el más fiel registro de como Joplin tocaba en esa época. El rollo, pues, no refleja las habilidades que pudo tener más temprano en su vida.

## Legado

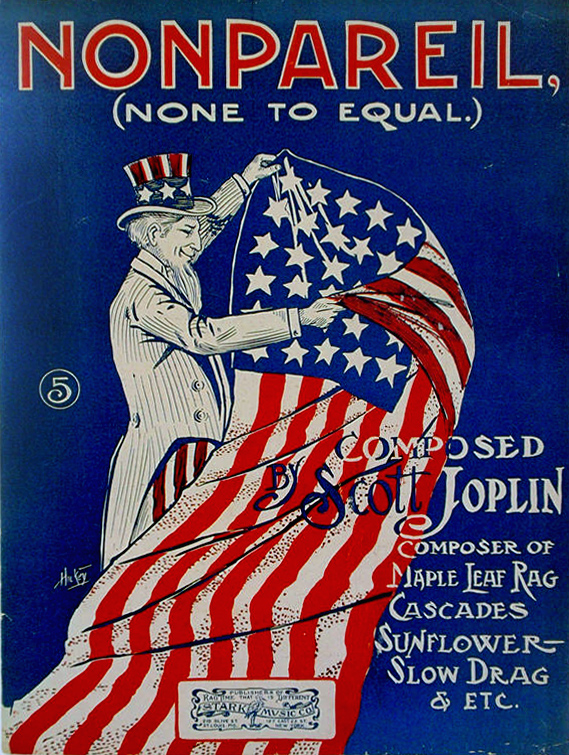
Frente de la cubierta de la partitura de "Nonpareil" (1907).

Joplin y sus compañeros compositores de ragtime rejuvenecieron la música popular estadounidense, estimulando la apreciación de la música afroamericana entre los americanos de origen europeo, creando melodías de baile estimulantes y liberadoras, cambiando el gusto musical americano. "Su síncopa y manejo rítmico, le dieron una vitalidad y frescura atractiva a las jóvenes audiencias urbanas, indiferentes al decoro Victoriano... el ragtime de Joplin expresaba la intensidad y energía de un moderno Estados Unidos urbano."
Joshua Rifkin, un artista destacado por sus grabaciones de Joplin, escribió: "Una penetrante sensación generalizada de lirismo infunde su trabajo, y aún en su más alto espíritu, no puede reprimir un toque de melancolía o adversidad ... él tenía muy poco en común con la rápida y llamativa escuela de ragtime que creció después de él". El historiador de Joplin Bill Ryerson agrega que "en las manos de un auténtico profesional como Joplin, el ragtime fue una forma disciplinada capaz de asombrosa variedad y sutileza... Joplin hizo por el rag lo que Chopin hizo por la mazurka. Su estilo abarcaba desde tonos de tormento a maravillosas serenatas que incorporaron el bolero y el tango." La biógrafa Susan Curtis escribió que la música de Joplin había ayudado a "revolucionar la música y la cultura americana" eliminando la compostura Victoriana.
Al compositor y actor Max Morath le resultó llamativo que la inmensa mayoría de la obra de Joplin no disfrutó de la popularidad del Maple Leaf Rag, porque mientras las composiciones eran de creciente belleza lírica y delicadez de síncopa quedaron a la sombra sin ser oídas durante su vida. Joplin aparentemente se dio cuenta de que su música estaba adelantada a su tiempo: como menciona el historiador Ian Whitcomb que Joplin "opinaba que el Maple Leaf Rag lo haría el 'Rey de los Compositores de Ragtime' pero que también sabía que no sería un héroe de la música popular en su propia vida. "Cuando lleve veinticinco años muerto, la gente me va a reconocer,' le dijo a un amigo." Justo treinta años después fue reconocido, y luego el historiador Rudi Blesh escribió un gran libro acerca del ragtime, el cual dedicó a la memoria de Joplin.
Aunque no tenía un centavo y decepcionado al final de su vida, Joplin estableció el estándar para las composiciones del ragtime y desempeñó un papel clave en el desarrollo del rag. Y como compositor e intérprete pionero, ayudó a abrir el camino para los jóvenes artistas negros para llegar a las audiencias americanas de ambas razas. Después de su muerte, el historiador de jazz Floyd Levin observó: "Esos pocos que se dieron cuenta de su grandeza inclinaron sus cabezas con dolor. Este fue el fallecimiento del rey de todos los escritores de ragtime, el hombre que dio a América una auténtica música nativa.

## Renacimiento
Después de su muerte en 1917, la música y el ragtime de Joplin en general disminuyeron en popularidad a medida que surgieron nuevas formas de estilos musicales, como el jazz y el piano novedad. Aun así, las bandas de jazz y artistas como Tommy Dorsey en 1936, Jelly Roll Morton en 1939 y J. Russell Robinson en 1947 relanzaron grabaciones de composiciones de Joplin. Maple Leaf Rag fue la pieza de Joplin que se encuentra con mayor frecuencia en discos de 78 rpm.
En la década de 1960, un despertar a pequeña escala del interés por el ragtime clásico estaba en marcha entre algunos estudiosos de la música estadounidense como Trebor Tichenor, William Bolcom, William Albright y Rudi Blesh. Audiophile Récords lanzó un conjunto de dos discos, The Complete Piano Works of Scott Joplin, The Greatest of Ragtime Composers, interpretados por Knocky Parker, en 1970.
En 1968, Bolcom y Albright le hicieron interesarse a Joshua Rifkin, un joven musicólogo, en el cuerpo del trabajo de Joplin. Juntos presentaron una ocasional noche de ragtime y jazz temprano en la radio WBAI. En noviembre de 1970, Rifkin lanzó una grabación llamada Scott Joplin: Piano Rags bajo el clásico sello Nonesuch, se vendieron 100.000 copias en su primer año y finalmente se convirtió en el primer millón de ventas de discos de Nonesuch. La lista de la cartelera de los "LP clásicos más vendidos" del 28 de septiembre de 1974 lo tiene registrado en el número 5, con el que le sigue, "Volumen 2", en el número 4, y el combinado de los dos volúmenes en el número 3. Separadamente, ambos volúmenes han estado en la lista durante 64 semanas. Al tope de los mejores siete de esa lista, seis de los registros eran grabaciones de las obras de Joplin, tres de las cuales eran de Rifkin. Las discográficas se vieron por primera vez poniendo rag en la sección de música clásica. El álbum fue nominado en 1971 en dos categorías de los premios Grammy: Mejores Notas de Álbum y Mejor Performance de Solista Instrumental (sin orquesta). A Rifkin también se lo consideró para un tercer Grammy por una grabación no relacionada con Joplin, pero en la ceremonia del 14 de marzo de 1972 Rifkin no logró ganar en ninguna categoría. Hizo una gira en 1974, la cual incluyó apariciones en la BBC TV y terminó el concierto en el London´s Royal Festival Hall. En 1979 Alan Rich escribió en la revista New York Magazine que por darle a artistas como Rifkin la oportunidad de poner la música de Joplin en un disco Nonesuch Récords "...creó casi solo, el renacimiento de Scott Joplin.

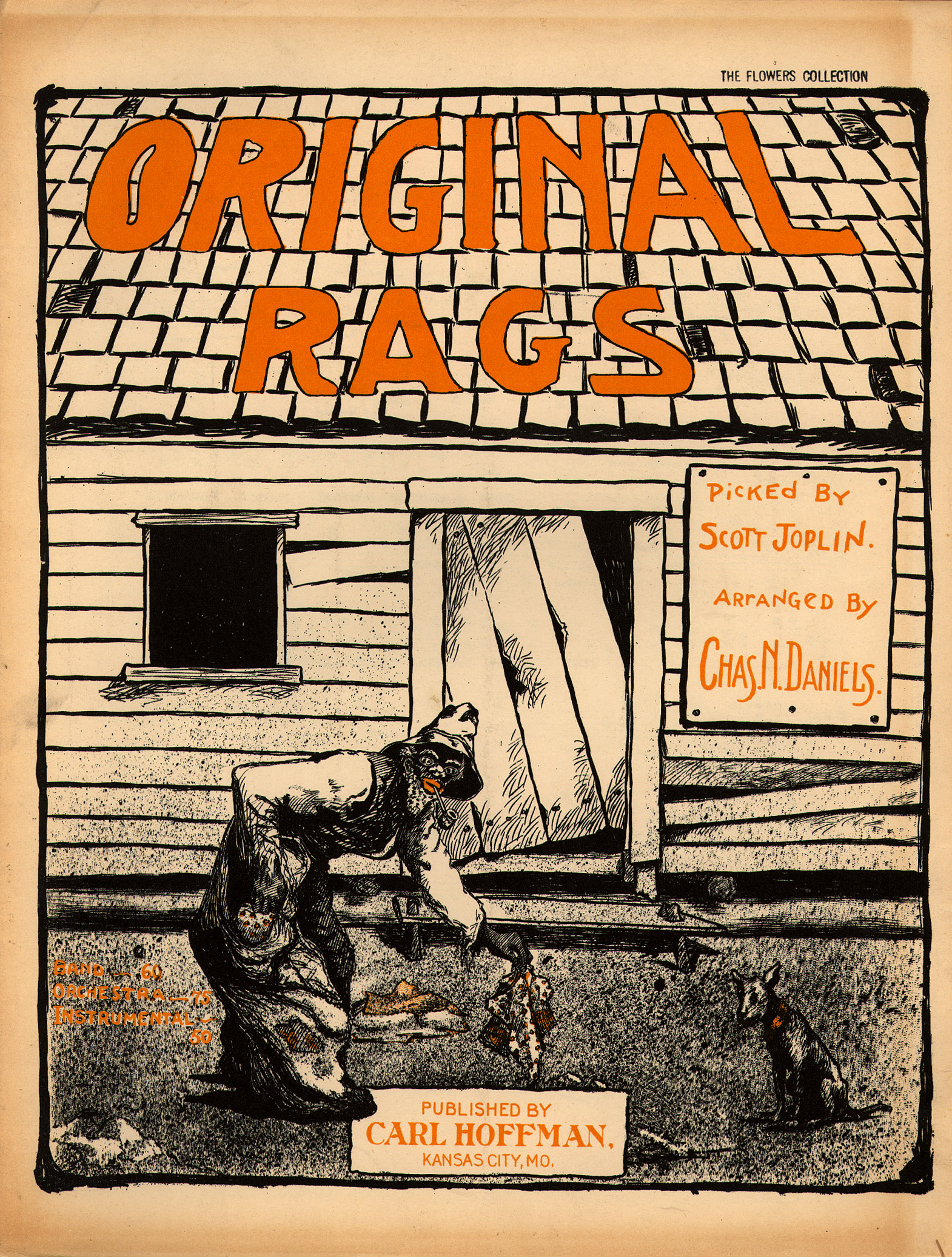
Frente de la cubierta de la partitura de "Original Rags" (1889).

En enero de 1971, Harold C. Schonberg, el crítico musical del New York Times, habiendo recién escuchado el álbum de Rifkin, escribió un artículo destacado de la edición del domingo titulado: "¡Estudiantes, ocúpense de Scott Joplin!" El llamado a la acción de Schonberg ha sido descrito como el catalizador para los estudiosos de música clásica, el tipo de gente con la que Joplin había batallado toda su vida, para llegar a la conclusión de que Joplin fue un genio. Vera Brodsky Lawrence de la biblioteca pública de Nueva York, publicó en dos volúmenes conjuntos el trabajo de Joplin en junio de 1971, titulado The Collected Works of Scott Joplin, estimulando un interés más amplio en la interpretación musical de Joplin.
A mediados de febrero de 1973 bajo la dirección de Gunther Schuller, The New England Conservatory Ragtime Ensemble grabó un álbum de los rags de Joplin, tomados del período de Standard High-Class Rags llamado Joplin: The Red Back Book. El álbum ganó un premio Grammy como Mejor Interpretación de Música de Cámara de ese año, y siguió hasta convertirse en el Mejor Álbum de Clásica de 1974 según la revista Billboard. El grupo posteriormente grabó dos álbumes más para Golden Crest Récords: More Scott Joplin Rags en 1974 y The Road From Rags To Jazz en 1975.
En 1973, el productor cinematográfico George Roy Hill contactó con Schuller y Rifkin separadamente, pidiéndole a cada uno escribir la partitura para un proyecto de película sobre la que estaba trabajando: El golpe (película de 1973). Ambos personajes rechazaron la solicitud por compromisos previos. En cambio Hill encontró a Marvin Hamlisch disponible y lo trajo al proyecto como compositor. Hamlisch adaptó ligeramente la música de Joplin para El Golpe, por la cual ganó un premio Óscar a la mejor banda sonora y mejor adaptación musical el 2 de abril de 1974. Su versión de The Entertainer alcanzó el número 3 en el Billboard Hot 100 y la American Top 40 de música el 18 de mayo de 1974, provocando que el New York Times escriba: "La nación entera ha comenzado a comprender". Gracias a la película y su partitura, el trabajo de Joplin comenzó a apreciarse tanto en el mundo de la música popular como el de la clásica mundial, favoreciendo (en las palabras de la revista musical Record Word), el "fenómeno clásico de la década". Rifkin luego dijo de la banda sonora de la película, que Hamlish tomó sus adaptaciones de piano directamente del estilo de Rifkin y sus adaptaciones de banda del estilo de Schuller. Schuller dijo de Hamlisch,",... consiguió el Óscar por la música que él no escribió (porque es de Joplin) y los arreglos que no escribió y las 'ediciones' que no hizo. Mucha gente se ofendió por eso, pero ¡así es el negocio del "espectáculo"!.
El 22 de octubre de 1971, se presentaron extractos de Treemonisha en forma de concierto en el Lincoln Center con actuaciones musicales de Bolcom, Rifkin y Mary Lou Williams, apoyando a un grupo de cantantes. Por último, el 28 de enero de 1972, la orquestación de Treemonisha de T. J. Anderson fue puesta en escena en una producción de ópera completa por dos noches consecutivas, auspiciada por el Taller de Música Afroamericana del Morehouse College en Atlanta, con cantantes acompañados por la Orquesta Sinfónica de Atlanta bajo la dirección de Robert Shaw, y coreografía de Katherine Dunham. Schonberg observó en febrero de 1972 que el "Renacimiento de Scott Joplin" contaba con pleno envión y aún creciendo. En mayo de 1975, Treemonisha fue puesta en escena en una producción de ópera completa por la Houston Grand Opera. La compañía hizo una gira rápida y luego se quedó ocho semanas seguidas en Broadway, Nueva York, en el Palace Theater entre octubre y noviembre. Estas apariciones fueron dirigidas por Gunther Schuller y la soprano Carmen Balthrop alternó con Kathleen Battle como el personaje del título. Se produjo una grabación del "reparto original de Broadway". Debido a la falta de exposición nacional dada a la breve puesta en escena del Morehouse College en 1972, muchos estudiosos de Joplin escribieron que la función de la Houston Grand Opera de 1975 fue la primera gran producción de la obra.
1974 vio al Royal Ballet, bajo la dirección de Kenneth MacMillan, crear la Elite Syncopations, un ballet basado en canciones de Joplin y otros compositores de la época. Ese año también trajo el estreno del Ballet de Los Ángeles de Red Back Book, coreografiada por John Clifford para rags Joplin de la colección del mismo nombre, que incluye tanto actuaciones de piano solista como actuaciones y arreglos para orquesta completa.

## Otros premios y reconocimientos
- 1970: Joplin ha sido incluido dentro de los compositores del Salón de la Fama de la Academia Nacional de la Música Popular.[104]
- 1976: a Joplin se le dio un Premio Pulitzer Especial,..." otorgado póstumamente en el Año del Bicentenario de la nación, por su contribución en la Música Americana.[105]
- 1977: Producciones Motown, produjo Scott Joplin, una biografía fílmica con el actor Billy Dee Williams como Joplin, lanzado por Universal Pictures.[106]
- 1983: El Servicio Postal de los Estados Unidos emitió un sello conmemorativo del compositor como parte de su herencia negra.[107]
- 1989: Joplin recibió una estrella en el Corredor de la Fama de San Luis.[108]
- 2002: una colección de las propias actuaciones de Joplin registradas en los rollos de pianola en la década de 1900 fue incluida por la Junta Nacional de Preservación de Grabaciones en el Registro de Grabaciones de la Biblioteca del Congreso Nacional.[109] La Junta anualmente selecciona canciones que son "... cultural, histórica o estéticamente significativas".